# Acestridium dichromum
Acestridium dichromum — вид риб з роду Acestridium родини Лорікарієві ряду сомоподібні.

## Опис
Загальна довжина сягає 6,3 см. Голова сильно сплощена з боків та зверху, товста в задній частині, морда витягнута, закруглена або овальна на кінчику. Очі крихітні. Рот помірно широкий. Тулуб дуже тонкий. Спинний плавець знаходиться позаду. Жировий плавець відсутній. Грудні плавці трохи широкі, їхні промені зазубрені. На череві відсутні кісткові пластинки. Хвостовий плавець маленький.
Здатен змінювати колір тіла від коричневого до світло-зеленого.

## Спосіб життя
Є бентопелагічною рибою. Воліє до чистої та кислої води. Зустрічається у проточних водах — в прибережній рослинності, гіллі повалених дерев. Часто «сидить» на стеблах рослин або на шматках дерев. Живиться водоростевими обростаннями.

## Розповсюдження
Мешкає у нижній течії річки Ориноко та басейні Ріу-Негру — в межах Венесуели та Бразилії.